# David Ngodigha
David Ngodigha (23 de octubre de 1962) es un exfutbolista nigeriano que se desempeñaba como portero.

## Carrera como jugador
Jugó en los clubes nigerianos Flash Flamingoes, NEPA Lagos y ACB Lagos.

## Selección nacional
Jugó 5 partidos con la selección de fútbol de Nigeria entre 1988 y 1989. El primero correspondiente a la fase de grupos de las Olimpiadas de Seúl, y los 4 restantes en partidos de las eliminatorias para la Copa Mundial de la FIFA 1990, clasificación que no llegó a conseguirse. También formó parte del equipo que representó a Nigeria en la Copa Africana de Naciones de 1992, aunque no llegó a disputar ningún encuentro.

## Clubes
| Club                        | País    | Año       |
| --------------------------- | ------- | --------- |
| Flash Flamingoes Benin City | Nigeria | 1988      |
| NEPA Lagos                  | Nigeria | 1991-1992 |
| ACB Lagos                   | Nigeria | 1992-1993 |